# Mudlo-Nationalpark
Der Mudlo-Nationalpark (englisch Mudlo National Park) ist ein 22 Quadratkilometer großer Nationalpark in Queensland, Australien.

## Lage
Er befindet sich 180 Kilometer nördlich von Brisbane und 100 Kilometer südwestlich von Hervey Bay. Erreicht werden kann der Park, indem man in Kilkivan nach Norden in Richtung Mudlo abzweigt. Nach etwa 8,5 Kilometern erreicht man die Besuchereinrichtungen bei Scrubby Creek und etwas später bei Mudlo Gap. Weiter nördlich liegt der deutlich größere Grongah-Nationalpark. Das Gebiet um Mudlo hat früher Holzfäller und später Kupfer- und Goldsucher angelockt.

## Flora
Im Nationalpark wird einer der letzten, unberührten Flecken mit Regenwald aus Neuguinea-Araukarien (engl.: Hoop Pines) geschützt. Bevor die Europäer nach Australien kamen, bedeckten diese weite Teile der küstennahen Hügelketten. Diese Regenwälder bedecken weite Teile des Parks, die größeren Neuguinea-Araukarien, gelegentlich auch Queensland-Araukarien überragen die übrigen Baumkronen. Hier gedeiht auch die seltene Großblättrige Kettenfrucht (Alyxia ruscifolia). Offener Eukalyptuswald mit Ironbarks und Forest Red Gum (Eucalyptus tereticornis) wachsen an den exponierteren Lagen.

## Einrichtungen
Im Park gibt zwei ausgewiesenen Wanderwege und Picknickplätze. Das Campen ist im Park verboten.